# Kanton Le Bassin Chaurien
Der Kanton Le Bassin Chaurien (offizielle Schreibweise: Kanton Le Bassin chaurien) ist ein französischer Wahlkreis im Département Aude in der Region Okzitanien. Er umfasst 22 Gemeinden im Arrondissement Carcassonne. Bei der landesweiten Neuordnung der französischen Kantone wurde er 2015 als Kanton Castelnaudary neu geschaffen. Durch einen weiteren Erlass erhielt der Kanton zum 1. Januar 2016 seinen jetzigen Namen.

## Gemeinden
Der Kanton besteht aus 22 Gemeinden mit insgesamt 23.575 Einwohnern (Stand: 1. Januar 2022) auf einer Gesamtfläche von 278,62 km²:
| Gemeinde                  | Einwohner 1. Januar 2022 | Fläche km² | Dichte Einw./km² | Code INSEE | Postleitzahl |
| ------------------------- | ------------------------ | ---------- | ---------------- | ---------- | ------------ |
| Airoux                    | 189                      | 5,49       | 34               | 11002      | 11320        |
| Castelnaudary             | 12.212                   | 47,72      | 256              | 11076      | 11400        |
| Fendeille                 | 613                      | 7,17       | 85               | 11138      | 11400        |
| Issel                     | 484                      | 17,66      | 27               | 11175      | 11400        |
| La Pomarède               | 184                      | 13,08      | 14               | 11292      | 11400        |
| Labastide-d’Anjou         | 1.261                    | 8,57       | 147              | 11178      | 11320        |
| Lasbordes                 | 824                      | 14,74      | 56               | 11192      | 11400        |
| Les Cassés                | 317                      | 7,28       | 44               | 11074      | 11320        |
| Mas-Saintes-Puelles       | 937                      | 27,63      | 34               | 11225      | 11400        |
| Montferrand               | 648                      | 17,93      | 36               | 11243      | 11320        |
| Montmaur                  | 350                      | 12,61      | 28               | 11252      | 11320        |
| Peyrens                   | 459                      | 4,77       | 96               | 11284      | 11400        |
| Puginier                  | 154                      | 6,78       | 23               | 11300      | 11400        |
| Ricaud                    | 328                      | 5,92       | 55               | 11313      | 11400        |
| Saint-Martin-Lalande      | 1.109                    | 12,65      | 88               | 11356      | 11400        |
| Saint-Papoul              | 832                      | 26,48      | 31               | 11361      | 11400        |
| Saint-Paulet              | 203                      | 7,42       | 27               | 11362      | 11320        |
| Souilhanels               | 356                      | 2,72       | 131              | 11382      | 11400        |
| Souilhe                   | 342                      | 4,20       | 81               | 11383      | 11400        |
| Soupex                    | 240                      | 7,37       | 33               | 11385      | 11320        |
| Tréville                  | 109                      | 5,33       | 20               | 11399      | 11400        |
| Villeneuve-la-Comptal     | 1.424                    | 15,10      | 94               | 11430      | 11400        |
| Kanton Le Bassin Chaurien | 23.575                   | 278,62     | 85               | 1105       | –            |

## Politik
| Vertreter im Departementrat | Vertreter im Departementrat   | Vertreter im Departementrat |
| Amtszeit                    | Namen                         | Partei                      |
| --------------------------- | ----------------------------- | --------------------------- |
| 2015–2021                   | Eliane Brunel Patrick Maugard | PS DVG                      |
| 2015–                       | Eliane Brunel Patrick Maugard | PS DVG                      |